# شارکرستش
شارکرستش (به مجاری:  Sárkeresztes) یک شهرداری در مجارستان است که در ناحیه سکش‌فهروار واقع شده‌است. شارکرستش ۲۳٫۲۷ کیلومتر مربع مساحت و ۱٬۵۲۵ نفر جمعیت دارد.